# Next Best Superstar
"Next Best Superstar" é o primeiro single do álbum Beautiful Intentions da cantora Melanie C, lançado em 2005.
Depois de dois anos afastada da música, Melanie C volta com o single lançado pela sua gravadora independente a Red Girl Records. 

## Faixas
UK Single - CD1
1. "Next Best Superstar"
2. "Everything Must Change"

UK Single - CD2
1. "Next Best Superstar"
2. "Next Best Superstar" (Groove Cutters Remix)
3. "Next Best Superstar" (Culprit One Club Mix)
4. "Next Best Superstar" (Culprit One Alternative Remix)
5. "Next Best Superstar" (Vídeo)

UK 7" Vinyl
1. "Next Best Superstar"
2. "Next Best Superstar" (Acoustic Version)

Australian Single
1. "Next Best Superstar"
2. "Next Best Superstar" (Acoustic Version)
3. "Everything Must Change"
4. "Next Best Superstar" (Groove Cutters Remix)
5. "Next Best Superstar" (Culprit One Club Mix)
6. "Next Best Superstar" (Culprit One Alternative Remix)

## Desempenho nas paradas musicais
| Parada musical (2005)     | Posição |
| ------------------------- | ------- |
| UK Singles Chart          | 10      |
| Portuguese Singles Chart  | 16      |
| Italian Singles Chart     | 21      |
| German Singles Chart      | 32      |
| German Airplay Chart      | 1       |
| Austrian Singles Chart    | 45      |
| Australian Singles Chart  | 41      |
| Irish Singles Chart       | 37      |
| Netherlands Singles Chart | 28      |
| Swedish Singles Chart     | 31      |
| Swiss Singles Chart       | 25      |
| Russian Top20             | 5       |
| Latvia Top40              | 28      |